# La Philosophie bantoue
La Philosophie bantoue est un ouvrage de Placide Tempels (1906-1977), écrit en 1945 et traduit en anglais sous le titre Bantu Philosophy en 1959. Ce livre traite de la philosophie de l'Afrique noire, dans une perspective coloniale et évangélisatrice.

## Théories
Tempels critique la philosophie d'Hegel pour qui l'Afrique n'a aucune culture. Il parle de « nègre sans culture » dans Leçons sur la philosophie de l'histoire. Tempels, lui, dit dans son ouvrage que « la civilisation bantoue sera chrétienne ou ne sera pas ». Mais aussi, il s'attaque d'une certaine façon à Lévy-Bruhl  et son ouvrage Les Fonctions mentales dans les sociétés inférieures, qui soutient la thèse d'une différence radicale entre la mentalité des peuples civilisés et celle des primitifs c'est-à-dire les peuples indigènes. Ces derniers auraient selon Lévy-Bruhl une « pensée prélogique ». Cependant, dans ses Carnets, écrits de maturité, Levy-Bruhl abandonnera ce concept.
D'après Tempels, la philosophie bantoue définie l'«  être » comme étant « force ». C'est-à-dire qu'un être n'a pas comme caractéristique une certaine force, ou n'a pas à disposition une force distincte de l'être, non, un être dans notre acception du terme, est appréhendé dans la philosophie bantoue comme étant la même chose qu'une force.
Il oppose en cela la vision occidentale de l'être, caractérisé par un ensemble d'attributs statiques, à la vision dynamique basée sur les forces. En effet un être peut être renforcé ou diminué par d'autres forces (d'autres êtres) qui l'influencent.
Tempels explique ainsi que la force d'un enfant garde un lien avec celle de ses parents (et avec celle de tous ses ascendants), un rapport ontologique intime, comparable au lien de causalité qui relie la créature au Créateur. Même lorsqu'une personne  est décédée, sa force perdure. Il existe une forte hiérarchie entre les forces. Une force peut s'exercer sur toutes les forces inférieures (descendants, animales, minérales). La sagesse bantoue correspond à la connaissance de ces forces, mais seule la sagesse divine les connait toutes.
Pour Tempels, ce que les colonisateurs voyaient comme des croyances surnaturelles et magiques, se révèle selon la philosophie bantoue décrite, comme une expression parfaitement naturelle et logique d'une vision de la vie basée sur les forces.
Il critique la théorie selon laquelle il n'existe pas de philosophie africaine.

## Critiques
Aimé Césaire dans son Discours sur le colonialisme se livre à une attaque sur l'ouvrage de Tempels en écrivant : 
« Vous allez au Congo ? Respectez, je ne dis pas la propriété indigène (les grandes compagnies belges pourraient prendre ça pour une pierre dans leur jardin), je ne dis pas la liberté des indigènes (les colons belges pourraient y voir des propos subversifs), je ne dis pas la patrie congolaise (le gouvernement belge risquant de prendre fort mal la chose), je dis : vous allez au Congo, respectez la philosophie bantoue ! »
Pour Séverine Kodjo-Grandvaux, spécialiste de philosophie africaine, cet ouvrage de Tempels peut être considéré comme un des débuts et un des ouvrages essentiels de la philosophie africaine contemporaine, non pas pour ce qu'il dit, mais par la manière dont les philosophes africains se sont ensuite positionnés par rapport à lui.